# Sim (Rosja)
Sim (ros. Сим) – miasto w Rosji, w obwodzie czelabińskim. W 2010 roku liczyło 14 466 mieszkańców.